# 霍吉茲鄉

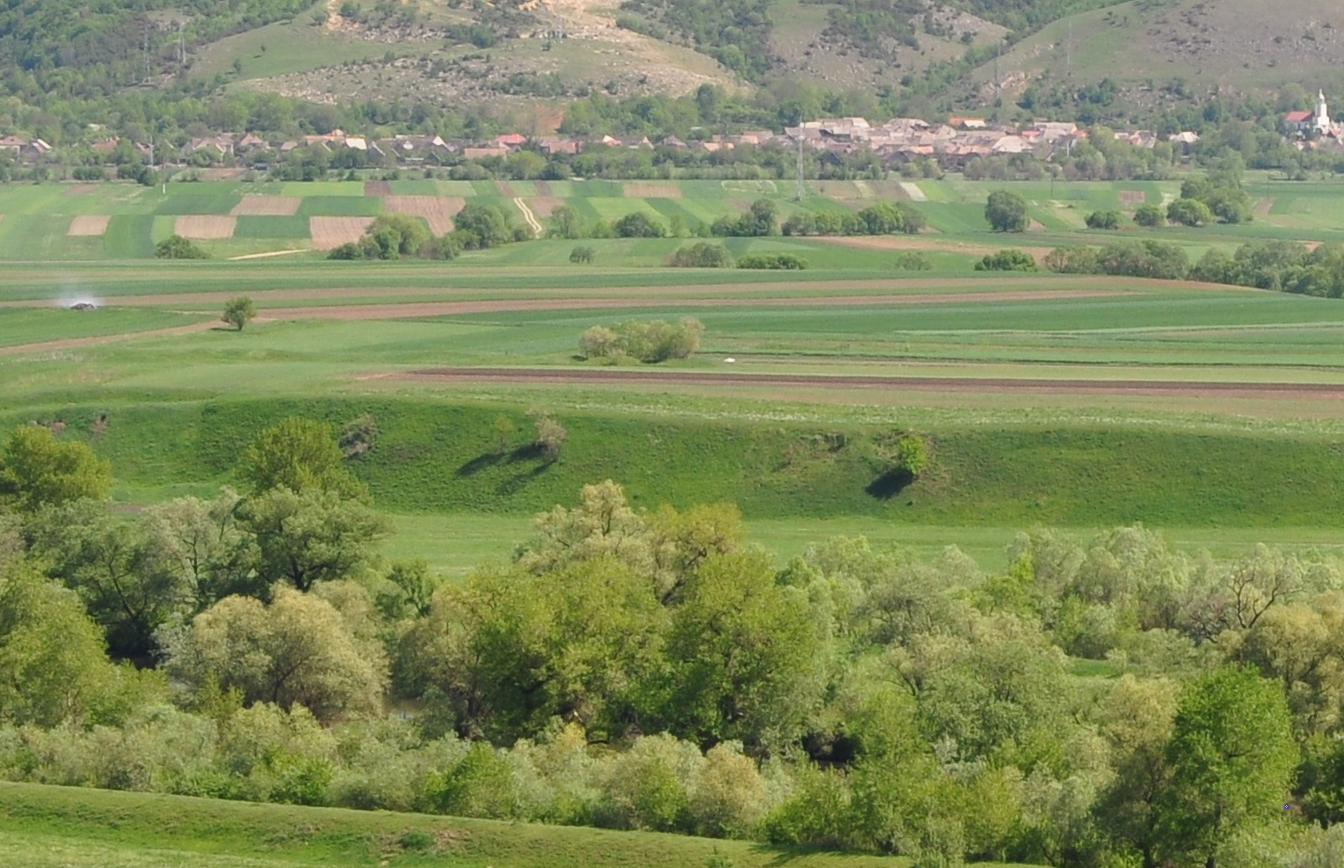

45°59′N 25°18′E / 45.983°N 25.300°E
霍吉茲鄉（羅馬尼亞語：Comuna Hoghiz, Brașov），是羅馬尼亞的鄉份，位於該國中部，由布拉索夫縣負責管轄，面積174平方公里，海拔高度551米，2007年人口5,172，人口密度每平方公里30人。